# ヤマザキショップ

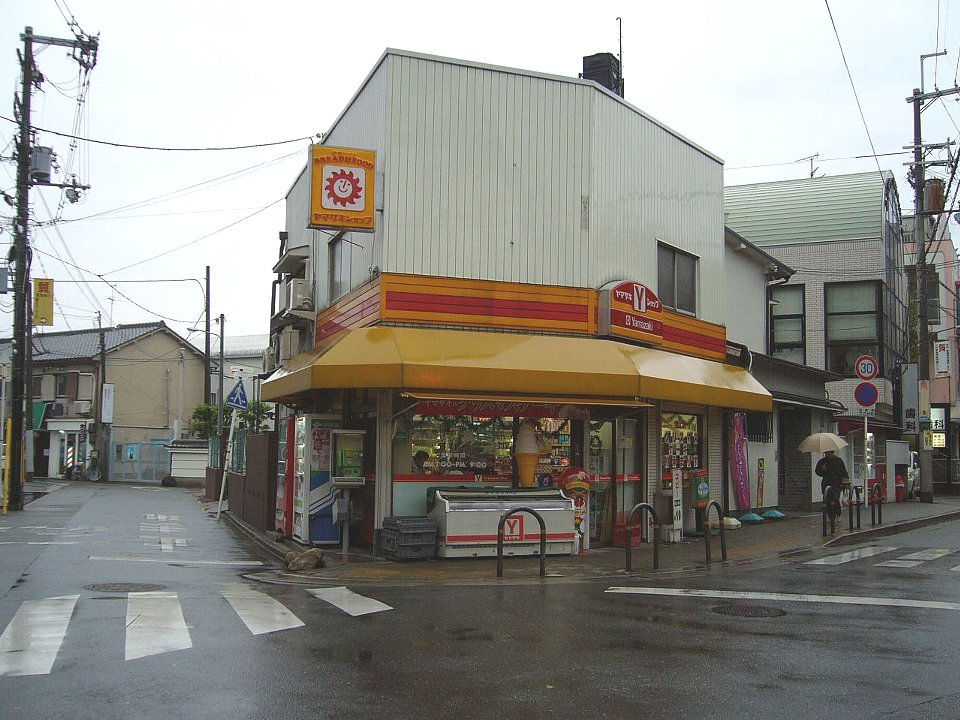
ヤマザキショップの店舗（大阪府）

ヤマザキショップは、山崎製パンがボランタリー・チェーン方式により運営する、日本のコンビニエンスストア型の小売店である。日本ボランタリーチェーン協会にも正会員として加盟している。
ヤマザキYショップ（ヤマザキワイショップ）、あるいは単にYショップ（ワイショップ）とも呼ばれる。かつては「ヤマザキサンロイヤル」の屋号で展開していた。
本項では、ヤマザキショップの機能強化型業態である「ヤマザキスペシャルパートナーショップ (YSPS) 」についても記述する。

## 概要

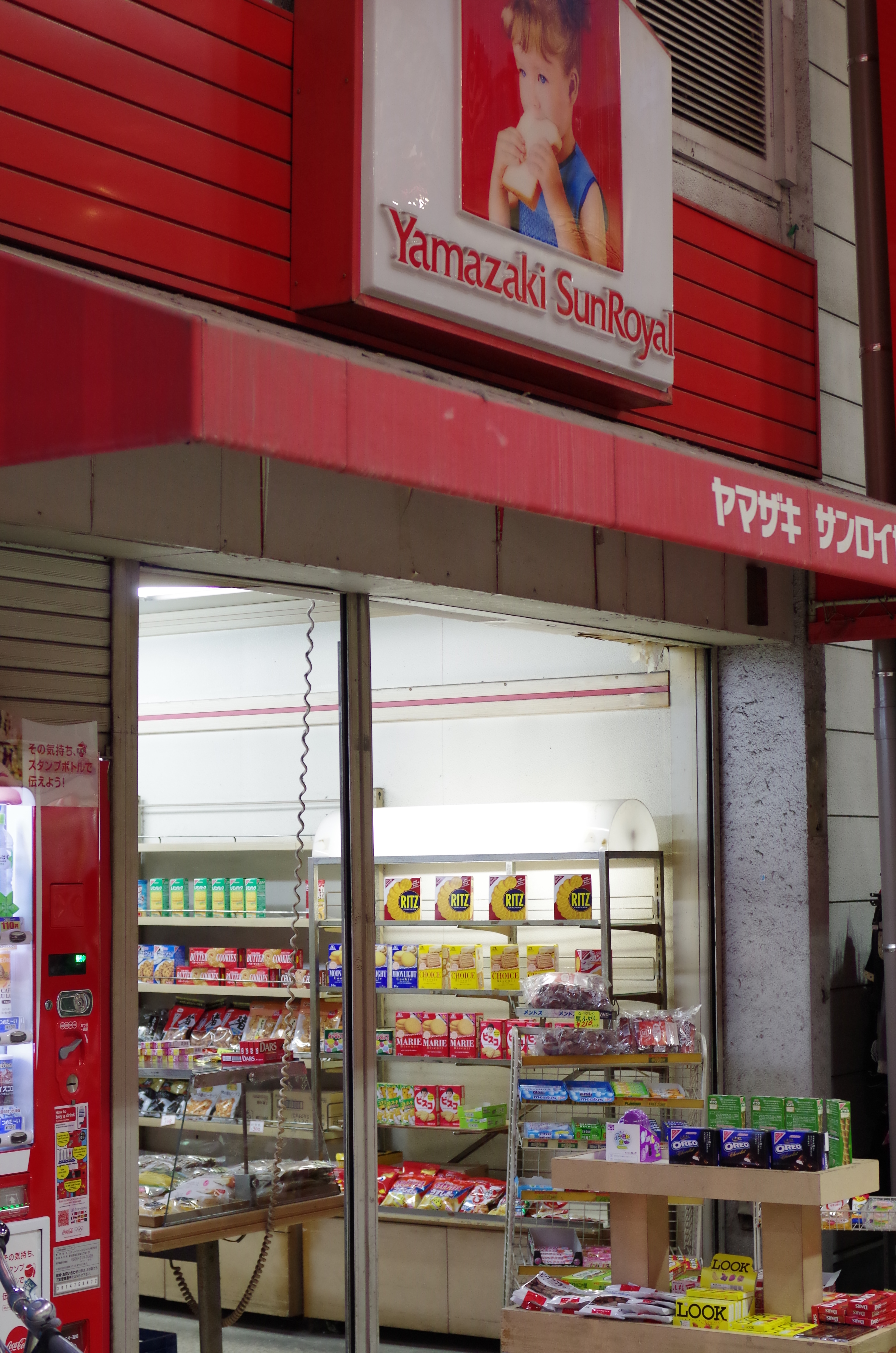
「ヤマザキサンロイヤル」店舗の外観。現在もこの屋号で営業している店舗がある。

山崎製パンは、従来から自社商品を取り扱う各地の個人商店と提携し「ヤマザキサンロイヤル」の屋号で小売店を展開していた。店頭の看板には、山崎製パンのシンボルキャラクターである食パンをくわえる白人少女「スージーちゃん」が掲げられていた。
しかし1970年代に日本各地でコンビニチェーンの出店が加速すると、スーパーマーケットを含む小売店同士の競争が激化したことを受け、1982年より特に経営条件の厳しい小規模店舗の経営体質強化を目的とした新ブランド「ヤマザキショップ」の展開を開始した。山崎製パンは商品の供給や店舗の改装などの経営面でのフォローを積極的に行い、以後急速に加盟店が増加した。店頭の看板はスージーちゃんに代わり、山崎製パンのシンボルマークである太陽マークが掲げられている（スージーちゃんの看板は現在も改装されていない店舗や、閉店した店舗跡に残されている場合がある）。
山崎製パンはコンビニチェーン店のデイリーヤマザキを別途展開しているが、同業他社と同様におおむね画一的に全国展開を行うデイリーヤマザキに対し、ヤマザキショップは山崎製パンという共通の仕入れ先を持つ個人商店が主体であり、同じ経営者が複数の店舗を出店している場合を除き、店舗同士の繋がりや共通点は薄い。
山崎製パン本社では「コンビニ機能店」と位置付けている。株式会社デイリーヤマザキが2013年7月1日に山崎製パン本社へ吸収合併され「デイリーヤマザキ事業統括本部」の管轄となって以降、同社内の組織面では事実上、ヤマザキショップはデイリーヤマザキの「小型サテライト店舗」という位置付けとなったが、それによる各店舗への直接の影響は特にない。
1999年に、デイリーヤマザキの前身である「ヤマザキデイリーストアー」が「デイリーヤマザキ」へリブランドされた際も、店舗面積が比較的小さい、あるいは郊外部にあるなどの理由で、デイリーヤマザキではなく、ヤマザキショップに転換した例もあった。
なお、過去に愛媛県松山市に存在した伊予鉄道の交通系ICカードであるICい〜カードが使用できるヤマザキショップの店舗は「い〜ショップ」の名称で営業していた（市駅店・古町店の2店舗が該当）。のちにいずれもセブン-イレブンに転換されている。

## 店舗

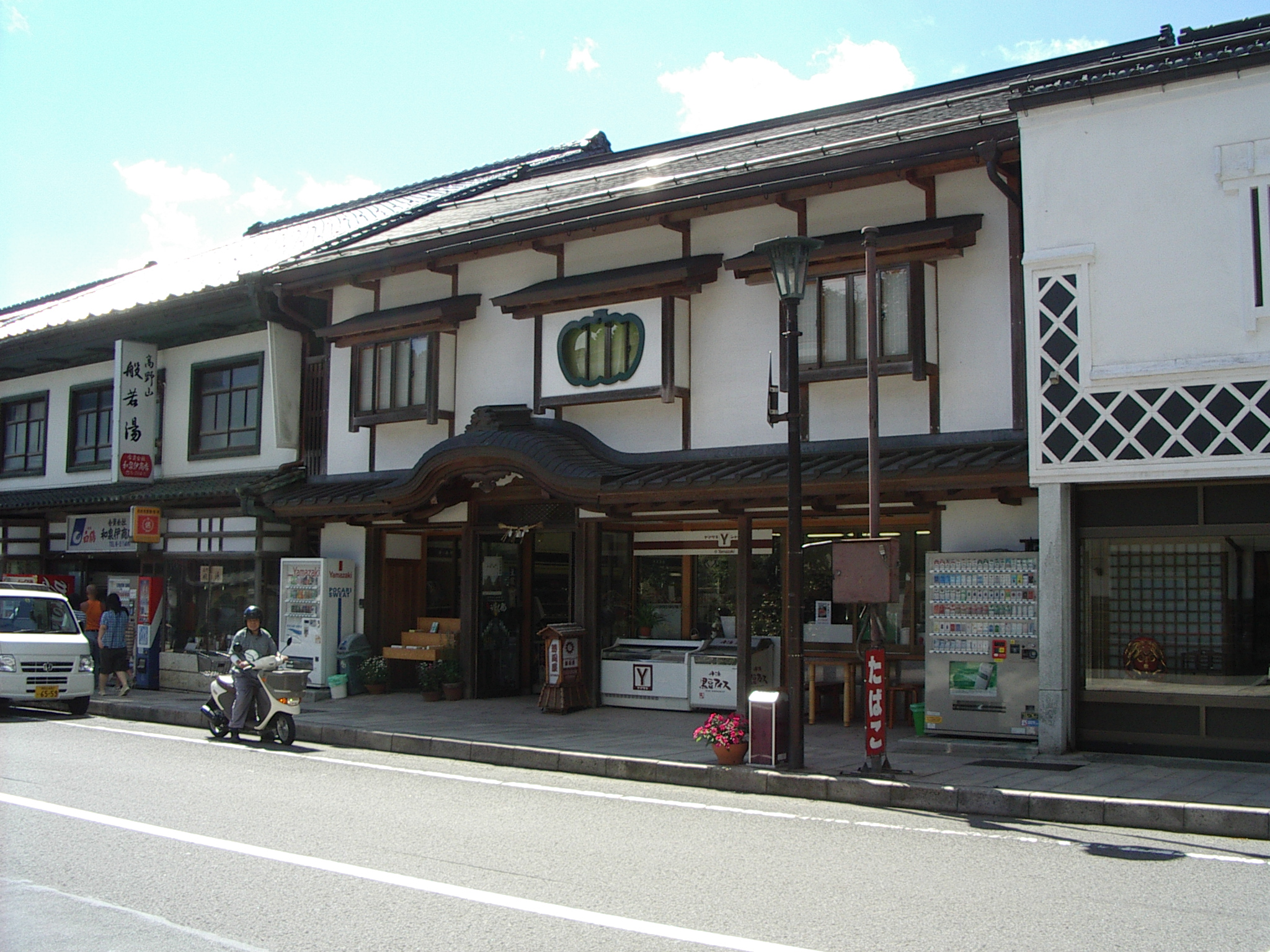
景観に配慮した高野山内の店舗

ヤマザキショップの店舗数は、2006年時点で3,975店だったが、経営者の高齢化や後継者不足、不採算などの理由で減少傾向にあり、2018年時点では2,852店へ減少している。
その一方で2020年代以降も、柔軟な業態による新規出店が少なからず見られる。例として、過疎地に造船業者や住宅資材会社が開業した店舗、市役所、道の駅といった施設との併設店舗などが挙げられる。
2021年3月には、ミツウロコプロビジョンズが自社で運営するコンビニ型店舗を「ヤマザキYショップMG」にリブランドした。ミツウロコ社は元々ポプラと業務提携していたが、ポプラの事業縮小を受け提携先をヤマザキショップに切り替えた（それ以前のミツウロコ社の店舗の変遷については、ミツウロコプロビジョンズの記事を参照のこと）。
またヤマザキショップ公式ウェブサイトでも、ボランタリー・チェーンならではの柔軟性を売り込み、「出店事例」として、病院内店舗や学校内店舗、企業内売店や物流施設内売店、公共交通機関や市役所への出店例を紹介している。特筆すべきは八潮市役所店で、2024年開庁の新庁舎に出店し、市内の就労継続支援B型事業所が運営受託して障害者に就労の場を提供している。
店舗運営については、24時間営業は必須ではなく、施設に合わせた営業時間で運営できる。またフランチャイズとは異なるボランタリー・チェーンのため、他の大手コンビニチェーンのような売上に応じて本部へ納める金額が変動するロイヤルティー制ではなく、月額固定の運営費を支払えばよい。契約期間も3年と定められているが、中途解約しても違約金などのペナルティは発生しない。そうした自由度の高さから、他のコンビニチェーンに加盟していた店舗が、24時間営業をやめたいなどの理由でヤマザキショップへ転換する事例も見られる。
またヤマザキショップでは、チェーン指定のPOSレジを用意していないが、運営者の希望によってはキャッシュレス決済対応レジを紹介することで対応している。そのため、現金以外の支払い方法（クレジットカード、電子マネー、QRコード決済など）への対応は一律ではなく、各店舗ごとに異なる。
取り扱う商品は山崎製パンのパン製品を初め、サンデリカなどの山崎製パン系列の工場が製造する弁当やサンドイッチといった日配食品、山崎製パンの子会社であるヤマザキビスケット・不二家・東ハトの製品（菓子類）など。オプションサービスとして提供されている調製機能によって作られた、店内調理のサンドイッチや焼きたてパンを取り扱う店舗もある。また、山崎製パン系列のデイリーヤマザキ（ニューヤマザキデイリーストアも含む）で取り扱う商品についても個別に仕入れることが可能で、店舗ごとに取り扱う商品の傾向は異なる。
ミネラルウォーターなどのプライベートブランドのペットボトル飲料も展開しており、店内や店頭の自動販売機で販売されている。他にも酒類や新聞・雑誌・タバコのほか、独自に仕入れた地元産の果物・野菜といった生鮮食品を販売したり、宅配便やクリーニングなどの取り次ぎに対応したりする店舗もある。商品の陳列方式はコンビニ他社の雰囲気に近い店舗が少なくないが、基本的に個人商店としての運営方針が尊重されており、内装やサービスなどの独自性が強い店舗もある（後述）。
なお、全国規模で展開するコンビニ業態の小売店ではあるものの、個人商店の集まりというボランタリー・チェーンの性質上、公式ウェブサイトに店舗一覧は掲載されていない。

### ヤマザキスペシャルパートナーショップ（YSPS）

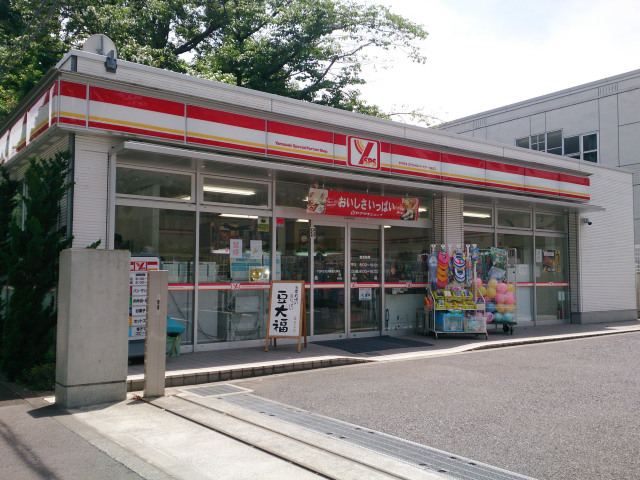
YSPS女子美術大学店
（相模原市・）

ヤマザキスペシャルパートナーショップ（YSPS）は、ヤマザキショップをベースに店舗運営のハード面を強化した運営機能強化型店舗である。ロゴマークは通常のヤマザキショップとは異なり、山崎製パンに勤める女子美術大学のOGがデザインした（同大学内にもYSPSは出店している）。
一般のヤマザキショップとは異なる「小型コンビニ」で、共通POSレジ・ストアコントローラ・携帯端末SSTを備え、本部・取引先を結ぶ高速通信ネットワークを整備。商品情報を管理し、発注・検品・販売・在庫管理を一貫して行うトータル店舗システムを導入している。
原則として16時間営業で、店内で調製した焼きたてパン・サンドイッチを取り扱うほか、従来の店舗ではあまり対応していない電子マネーによる支払いや、マルチコピー機サービス、公共料金の収納代行、宅配便などの取り次ぎに対応している。コンビニATMなど大手コンビニ他社に準じた本格的な機能を導入したい場合は、デイリーヤマザキへの移行を推奨される。
YSPSは、最盛期は関東から九州まで約60店舗存在したが、現在はほとんどの店が閉店ないし、デイリーヤマザキ系列の「ニューヤマザキデイリーストア」に転換している。

### 特徴のある店舗

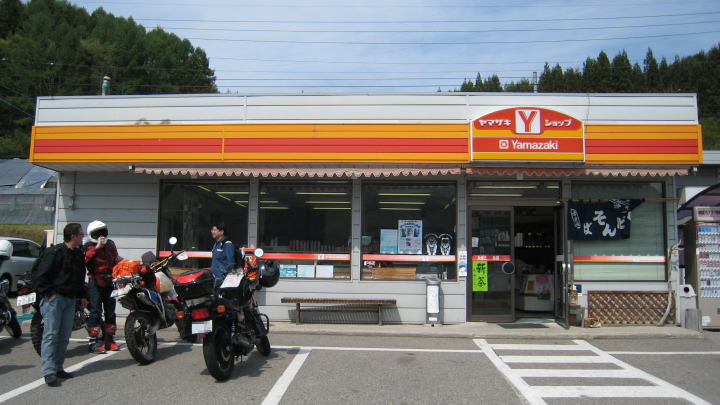
Yショップニシ

Yショップニシ（長野県大町市）
コンビニ商品のほか、長野県名物のおやき、立ち食いそばなどを販売。店内にギャラリースペースを設けイベントを多数開催し、アルバイト店員の希望で店内での結婚式を実施したことがある。
Yショップ上総屋（東京都中央区）
元は3代続く酒屋だった。レコードを取り扱う通称「レコードコンビニ」で、売上の約3割をレコードが占めている。岸野雄一・小西康陽・声・TOMC・常盤響など様々なミュージシャンや文化人のDJ出演・来店などで知られる。
Yショップ未来コンビニ店（徳島県那賀郡那賀町）
YUZU CAFE株式会社が運営。2021年にレッド・ドット・デザイン賞のベスト・オブ・ザ・ベストを受賞している。